# Балади про війну і відбудову
«Балади про війну і відбудову» — збірка віршів українського письменника Сергія Жадана, яка була видана львівським видавництвом «Кальварія» 2001 року.  

## Опис
У 1933 році видана збірка Майка Йогансена «Баляди про війну і відбудову» у харківському видавництві «Література і мистецтво». Збірку поезій «Балади про війну і відбудову» видало львівське видавництво «Кальварія» у 2001 році. Попри однакові назви, не можна стверджувати, що ці збірки є одним цілим чи подібними, хоча їхня тематика є спільною. Майк Йогансен писав про першу Першу світову війну, Сергій Жадан – про Другу світову війну, а саме про її наслідки. Обидва автори не були свідками безпосередньо війн.

Із наукового журналу «Актуальні питання суспільних наук та історії медицини» (2021. № 3(31). С. 44–48.):
«Балади про війну і відбудову» – одна зі збірок С. Жадана, в якій порушені гострі соціальні проблеми. Болісність цих питань провокує прямолінійність автора. І знову, як і в попередніх збірках, це вражає й створює епатаж, що спостерігаємо в поєднанні побутових та інтимних деталей, про які не прийнято говорити вголос, та соціальних проблем світового масштабу.

## Нагороди
У 2001 році з книгою «Балади про війну і відбудову» Сергій Жадан здобув перемогу у Всеукраїнському рейтингу «Книжка року» в номінації «Голос душі».